# Kwirike (Adżaria)
Kwirike (gruz. კვირიკე) – wieś w Gruzji, Adżarii, w gminie Kobuleti. W 2014 roku liczyła 1921 mieszkańców.